# Sergej Mikhalkov
Sergej Vladimirovitj Mikhalkov (russisk: Сергей Владимирович Михалков; født 13. marts (jul.: 28. februar)1913, død 27. august 2009) var en russisk forfatter af børnebøger. Han er endvidere forfatter til teksten til Sovjetunionens Statshymne og den russiske nationalsang.

## Biografi
Sergej Mikhalkov blev født i Moskva den 13. marts 1913 i en adelsfamilie. Han skrev børnelitteratur og blev op igennem 1930'erne en af de mest populære russiske børnebogsforfattere. Særlig hans vers om det meget høje "Onkel Stjopa" ("Дядя Стёпа") blev populær blandt russisktalende børn.
Da han i 1942 var 29 år gammel tiltrak Mikhalkovs værker sig opmærksomhed fra Sovjetunionens leder Josef Stalin, der bad ham skrive teksten til Sovjetunionens nye nationalsang. På daværende tidspunkt var USSR invaderet under anden verdenskrig og Stalin ønskede en mere patriotisk nationalhymne til erstatning for den daværende nationalsang "Internationale".
Mikhalkov skrev sammen med forfatteren Gabriel El-Registan (1899–1945) tekst til komponisten Aleksandr Vasiljevitj Aleksandrovs (1883–1946) musik. Den nye nationalsang blev præsenteret for Stalin i sommeren 1943 og blev fra 1. januar 1944 Sovjetunionens Statshymne.
Da Stalin døde i 1953 blev hymnens tekst, der hyldede Stalin ved navn, udeladt fra hymnen i forbindelse af afstaliniseringen af det sovjetiske samfund. Hymnen blev fortsat anvendt, blot uden sangtekst. Mikhalkov skrev en ny tekst i 1970, men teksten blev ikke sendt til Den øverste sovjets præsidium før 1977. Den nye tekst, der havde fjernet enhver reference til Stalin blev godkendt i september 1977 og blev gjort officielt ved at blive trykt i Sovjetunionens forfatning i oktober 1977.
I sovjettiden arbejdede Mikhalkov og dennes hustru lejlighedsvist for KGB, bl.a. ved at introducere personer fra KGB overfor udenlandske diplomater.
Mikhalkov skrev endvidere en række teaterstykker og manuskript til flere film.
Sovjetunionens Statshymne med Mikhalkovs tekst fortsatte indtil Sovjetunionens opløsnig i 1991. Da Vladimir Putin overtog posten som Ruslands præsident efter Boris Jeltsin i 2000, ønskede Putin en genopliven af den tidligere nationalsang med opdateret tekst. Mikhalkov var på det tidspunkt 87 år gammel og var for længe siden trukket sig tilbage, og var for yngre generationer måske mere kendt for at være far til de populære filmfolk Nikita Mikhalkov og Andrej Kontjalovskij; sidstnævnte havde opgivet navnet Mikhalkov fra sit dobbeltnavn "Mikhalkov-Konchalovsky", da han forlod Sovjetunionen i 1980. Men da Putins ønske om en ny nationalsang fik bredere opbakning skrev Mikhalkov ny tekst til Aleksandrovs musik. Den nye russiske nationalsang blev gjort officiel den 30. december 2000.
Mikhalkov døde i Moskva den 27. august 2009, 96 år gammel. Han blev begravet fra Frelseren Kristus-Katedralen i Moskva og stedt til hvile på Novodevitjekirkegården.

## Filmografi
- Tri pljus dva (da.: Tre plus to, ).
- Frontovye podrugi (da.: Frontline veninder, 1941)
- Krasnyj galstuk (da.: Rødt tørklæde, 1948)
- U Nikh est Rodina (da.: De har et moderland, 1949)
- Bolsjoje kosmitjeskoje putesjestvije (da.: Den store rumrejse, 1975)

## Privat
Mikhalkov blev i 1936 gift med Natalja Petrovna Kontjalovskaja (1903–1988), barnebarn af Vasilij Surikov. De forblev gift i 53 år indtil hendes død. Parret fik børnene Nikita Mikhalkov og Andrej Kontjalovskij, der begge har fået fremtrædende karrierer indenfor filmindustrien.
Mikhalkov giftede sig igen i 1997 med fysikprofessoren Julia Valerjevna Subbotina.

## Priser
Mikhalkov har modtaget en lang række priser og hædersbevisninger. Han modtog Stalinprisen tre gange (1941, 1942 og 1950) og Det Socialistiske Arbejdes Helt og Leninordenen og adskillige andre priser fra Sovjetunionen og fra Rusland, herunder Andreasordenen.
Udover priser fra USSR og Rusland har han modtaget flere priser fra andre lande og fra den russisk-ortodokse kirke.